# Delwa Kassiré Koumakoye
Delwa Kassiré Koumakoye (ur. 31 grudnia 1949) – czadyjski polityk, premier Czadu od 26 lutego 2007 do 16 kwietnia 2008. Lider Narodowego Zgromadzenia na rzecz Rozwoju i Postępu (Rassemblement national pour le développement et le progrès).

## Życiorys
Koumakoye urodził się w Bongor w południowym Czadzie. Dwukrotnie był premierem Czadu, po raz pierwszy pełnił funkcję szefa rządu w okresie od 6 listopada 1993 do 8 kwietnia 1995. Był członkiem Parlamentu Panafrykańskiego, ciała legislacyjnego Unii Afrykańskiej. 
Trzykrotnie ubiegał się o fotel prezydencki. W wyborach w 1996 zyskał 2,3% głosów poparcia, a w 2001 – 2,4% głosów. Koumakoye był również jednym z kandydatów w wyborach prezydenckich w Czadzie 3 maja 2006. Zajął w nich drugie miejsce, zdobywając 15,1% głosów poparcia. Wybory wygrał prezydent Idriss Déby. 
W sierpniu 2006 Koumakoye został mianowany ministrem planowania i środowiska naturalnego. Szefem rządu został w lutym 2007, kilka dni po śmierci premiera Pascala Yoadimnadjiego. 16 kwietnia 2008 prezydent Deby zdymisjonował go ze stanowiska.